# Lord of Badenoch

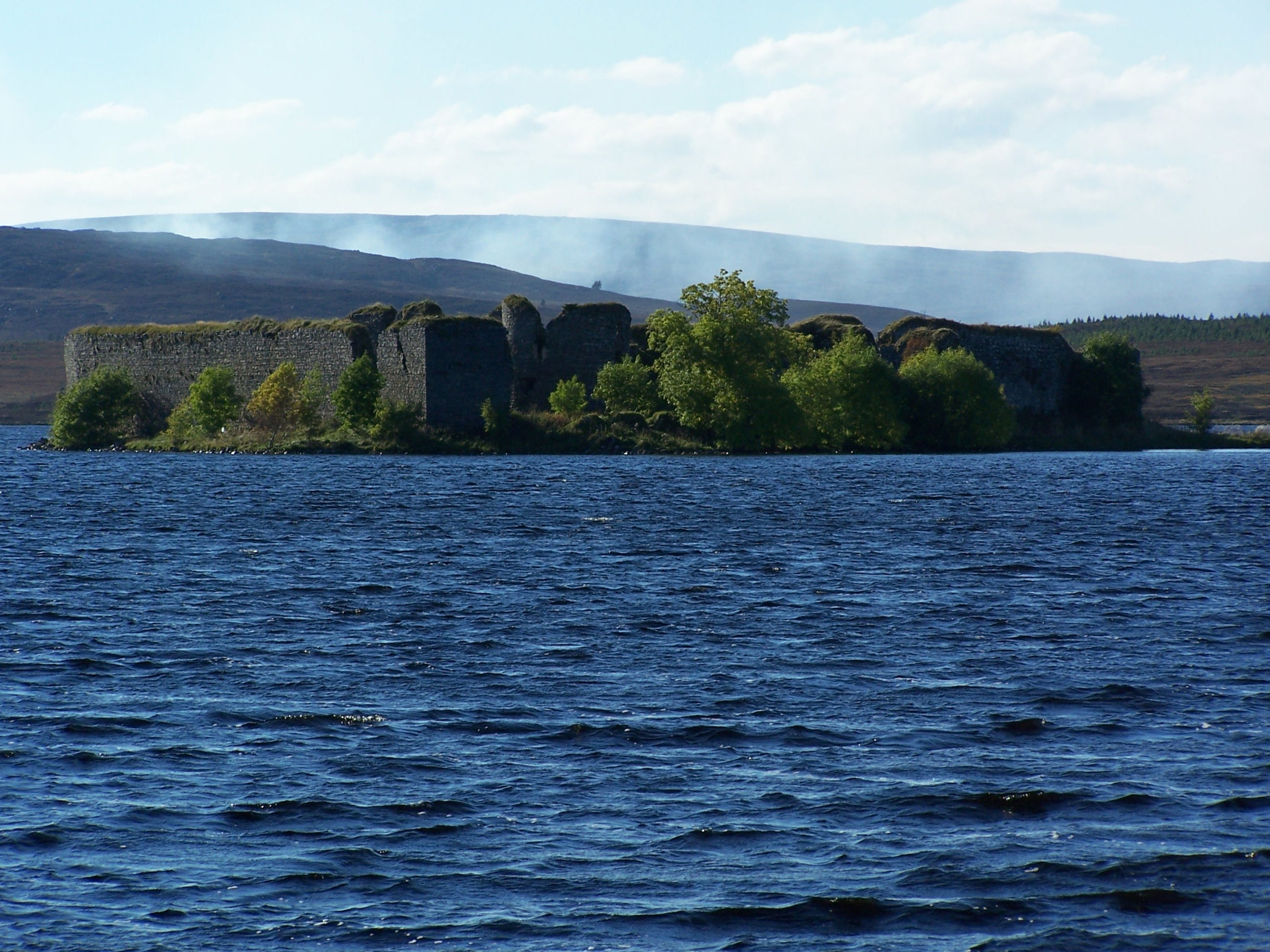
Lochindorb Castle bei Lochindorb in Badenoch, eine der wichtigsten Burgen die von den Lords of Badenoch erbaut wurden.

Lord of Badenoch war ein schottischer feudaler Herrschaftstitel und ist bzw. war als Lord Gordon of Badenoch bzw. Lord Badenoch ein Peerstitel in der Peerage of Scotland.
Der Herrschaftstitel bezieht sich auf den historischen Distrikt Badenoch in der Grafschaft Inverness-shire, der heute zum Distrikt Badenoch and Strathspey in der Council Area Highland gehört.

## Verleihungen
Der Titel wurde zunächst als feudaler Herrschaftstitel vermutlich unter König Alexander III. nach der Niederschlagung des Aufstands der Meic Uilleam geschaffen und mit Teilen ihrer Ländereien versehen. William Comyn vom Clan Cumming, der maßgeblich an der Niederschlagung beteiligt war, wurde vermutlich um 1229 damit belehnt und gab den Titel an seinen Sohn Walter Comyn weiter. Nachdem dieser 1258 ohne Erben gestorben war, ging der Titel an seinen Neffen John (I) Comyn, dem Sohn seines Bruders Richard Comyn, über. Nach dem Tod von John (III) Comyn im Jahre 1306 blieb der Titel zunächst vakant, da dessen Sohn John Comyn keinen Anspruch darauf erhob. Nachdem er 1314 bei der Schlacht von Bannockburn gefallen war und keine Erben hinterließ, erlosch der Titel.
Noch im gleichen Jahr wurde der Titel als feudaler Herrschaftstitel für Thomas Randolph neu geschaffen, der gleichzeitig zum Earl of Moray erhoben wurde. Der Titel erlosch beim Tod des John Randolph, 3. Earl of Moray, im Jahre 1346.
Spätestens 1370 wurde der Titel als feudaler Herrschaftstitel an Alexander Stewart, 1. Earl of Buchan, genannt „Wolf of Badenoch“, verliehen. Ihm wurde 1382 auch der Titel Earl of Buchan verliehen. Er vererbte den Titel Lord of Badenoch an seinen illegitimen Sohn, Alexander Stewart, 12. Earl of Mar. Nach dessen Tod 1435 erlosch der Titel und die Ländereien fielen zurück an die Krone.
1451 wurde Alexander Gordon, 1. Earl of Huntly, als Lord of Badenoch mit den Ländereien belehnt. Seinem Nachfahren George Gordon, 6. Earl of Huntly, wurde am 17. April 1599 wurde der Titel Lord Gordon of Badenoch als Lordship of Parliament verliehen, als nachgeordneter Titel des ihm gleichzeitig verliehenen Titels Marquess of Huntly. 1684 wurde der 4. Marquess of Huntly auch zum Duke of Gordon mit dem nachgeordneten Titel Lord Badenoch erhoben. Diese beiden Titel erloschen beim Tod des 5. Dukes am 28. Mai 1836. Die Titel Marquess of Huntly und Lord Gordon of Badenoch fielen hingegen an eine andere Linie der Familie und existieren bis in die heutige Zeit. Heutiger Titelinhaber ist Granville Gordon als 13. Marquess und 13. Lord.

## Liste der Titelträger

### Feudale Lords of Badenoch (um 1229)
- William Comyn, Earl of Buchan, Lord of Badenoch († 1233)
- Richard Comyn, Lord of Badenoch († um 1249)
- Walter Comyn, Earl of Menteith, Lord of Badenoch († um 1258)
- John (I) Comyn, († um 1277)
- John (II) Comyn, Lord of Badenoch, († um 1302)
- John (III) Comyn, Lord of Badenoch, († 1306)
- John Comyn, Lord of Badenoch († 1314 in der Schlacht von Bannockburn)
- Aymer Comyn, Lord of Badenoch († um 1316)

### Feudale Lords of Badenoch (1314)
- Thomas Randolph, 1. Earl of Moray, 1. Lord of Badenoch († 1332)
- Thomas Randolph, 2. Earl of Moray, 2. Lord of Badenoch († 1332)
- John Randolph, 3. Earl of Moray, 3. Lord of Badenoch (1306–1346)

### Feudale Lords of Badenoch (um 1370)
- Alexander Stewart, 1. Earl of Buchan, 1. Lord of Badenoch († 1394), auch als „Wolf of Badenoch“ bekannt
- Alexander Stewart, 12. Earl of Mar, 2. Lord of Badenoch († 1435)

### Feudale Lords of Badenoch (1451)
- Alexander Gordon, 1. Earl of Huntly, 1. Lord of Badenoch († 1470)
- George Gordon, 2. Earl of Huntly, 2. Lord of Badenoch († 1501)
- Alexander Gordon, 3. Earl of Huntly, 3. Lord of Badenoch († 1524)
- George Gordon, 4. Earl of Huntly, 4. Lord of Badenoch (1514–1562) (Titel verwirkt 1563)
- George Gordon, 5. Earl of Huntly, 5. Lord of Badenoch(† 1576) (Titel wiederhergestellt 1565)
- George Gordon, 1. Marquess of Huntly, 6. Lord of Badenoch (1562–1636) (1599 zum Lord Gordon of Badenoch erhoben)

### Lords Gordon of Badenoch (1599)
- George Gordon, 1. Marquess of Huntly, 1. Lord Gordon of Badenoch (1563–1636)
- George Gordon, 2. Marquess of Huntly, 2. Lord Gordon of Badenoch (1592–1649)
- Lewis Gordon, 3. Marquess of Huntly, 3. Lord Gordon of Badenoch (um 1626–1653)
- George Gordon, 1. Duke of Gordon, 4. Marquess of Huntly, 4. Lord Gordon of Badenoch, 1. Lord Badenoch (1649–1716)
- Alexander Gordon, 2. Duke of Gordon, 5. Marquess of Huntly, 5. Lord Gordon of Badenoch, 2. Lord Badenoch († 1728)
- Cosmo Gordon, 3. Duke of Gordon, 6. Marquess of Huntly, 6. Lord Gordon of Badenoch, 3. Lord Badenoch (um 1720–1752)
- Alexander Gordon, 4. Duke of Gordon, 7. Marquess of Huntly, 7. Lord Gordon of Badenoch, 4. Lord Badenoch (1743–1827)
- George Gordon, 5. Duke of Gordon, 8. Marquess of Huntly, 8. Lord Gordon of Badenoch, 5. Lord Badenoch (1770–1836)
- George Gordon, 9. Marquess of Huntly, 9. Lord Gordon of Badenoch (1761–1853)
- Charles Gordon, 10. Marquess of Huntly, 10. Lord Gordon of Badenoch (1792–1863)
- Charles Gordon, 11. Marquess of Huntly, 11. Lord Gordon of Badenoch (1847–1937)
- Douglas Gordon, 12. Marquess of Huntly, 12. Lord Gordon of Badenoch (1908–1987)
- Granville Gordon, 13. Marquess of Huntly, 13. Lord Gordon of Badenoch (* 1944)

Titelerbe (Heir apparent) ist der Sohn des aktuellen Titelinhabers Alastair Gordon, Earl of Aboyne (* 1973).

### Lords Badenoch (1684)
- George Gordon, 1. Duke of Gordon, 4. Marquess of Huntly, 1. Lord Badenoch (1649–1716)
- Alexander Gordon, 2. Duke of Gordon, 5. Marquess of Huntly, 2. Lord Badenoch († 1728)
- Cosmo Gordon, 3. Duke of Gordon, 6. Marquess of Huntly, 3. Lord Badenoch (um 1720–1752)
- Alexander Gordon, 4. Duke of Gordon, 7. Marquess of Huntly, 4. Lord Badenoch (1743–1827)
- George Gordon, 5. Duke of Gordon, 8. Marquess of Huntly, 5. Lord Badenoch (1770–1836)